# بالارد مک‌دونالد
بالارد مک‌دونالد (انگلیسی: Ballard MacDonald؛ ‏ ۱۵ اکتبر ۱۸۸۲ – ۱۷ نوامبر ۱۹۳۵) ترانه‌سرای اهل ایالات متحده آمریکا بود.
وی ترانه‌های محبوبی نوشته بود و با آهنگسازان متفاوتی همچون والتر دانلدسن همکاری داشت.
از آثاری که وی در آنها نقش داشته است، می توان به مسیر کاج تنها اشاره کرد.